# Stylocheilus striatus
Stylocheilus striatus es un gasterópodo de la familia Aplysidae. Este gasterópodo se distribuye en todo el mundo. Su nombre hace referencia a las líneas que se distribuyen a lo largo de su cuerpo. Comúnmente se le conoce como liebre de mar rayada. Esta especie de gasterópodo es marina.

## Clasificación y descripción
La especie Stylocheilus striatus es de tamaño pequeño cuando se compara con otras especies de liebres marinas, ya que sólo llega a medir hasta 65 mm de longitud total. La parte central del cuerpo es abultada. Presenta una serie de líneas longitudinales a lo largo del cuerpo junto con una serie de ocelos con el centro de color azul o rosa. La densidad de los ocelos es variable entre los diferentes individuos de la especie.
Al igual que otras especies de la familia, Stylocheilus striatus secreta una tinta de color morado cuando es molestada.

## Distribución
Esta especie tiene una distribución circumtropical, por lo que se puede encontrar en cualquier zona tropical del planeta.

## Hábitat
S. striatus habita en zonas rocosas y se le suele encontrar asociada a rocas con cobertura de algas.

## Estado de conservación
No se encuentra en ninguna categoría de protección, ni en la Lista Roja de la IUCN (International Union for Conservation of Nature) ni en CITES (Convención sobre el Comercio Internacional de Especies Amenazadas de Fauna y Flora Silvestres).